# Los Angeles Sparks 2017
La stagione 2017 delle Los Angeles Sparks fu la 21ª nella WNBA per la franchigia.
Le Los Angeles Sparks arrivarono seconde nella Western Conference con un record di 26-8. Nei play-off vinsero la semifinale con le Phoenix Mercury (3-0), perdendo poi la finale WNBA con le Minnesota Lynx (3-2).

## Roster
| N° | Naz.                   | Ruolo | Sportivo        | Anno | Alt. | Peso |
| -- | ---------------------- | ----- | --------------- | ---- | ---- | ---- |
| 0  | Stati Uniti (bandiera) | GA    | Alana Beard     | 1982 | 180  | 73   |
| 1  | Stati Uniti (bandiera) | G     | Odyssey Sims    | 1992 | 173  | 73   |
| 2  | Stati Uniti (bandiera) | G     | Riquna Williams | 1990 | 170  | 75   |
| 3  | Stati Uniti (bandiera) | AC    | Candace Parker  | 1986 | 193  | 79   |
| 7  | Francia (bandiera)     | AC    | Sandrine Gruda  | 1987 | 193  | 84   |
| 12 | Stati Uniti (bandiera) | G     | Chelsea Gray    | 1992 | 180  | 77   |
| 17 | Stati Uniti (bandiera) | GA    | Essence Carson  | 1986 | 183  | 74   |
| 24 | Stati Uniti (bandiera) | G     | Sydney Wiese    | 1992 | 183  | 74   |
| 25 | Stati Uniti (bandiera) | A     | Ify Ibekwe      | 1989 | 188  | 67   |
| 26 | Senegal (bandiera)     | C     | Maïmouna Diarra | 1991 | 198  | 90   |
| 30 | Stati Uniti (bandiera) | A     | Nneka Ogwumike  | 1990 | 188  | 79   |
| 33 | Stati Uniti (bandiera) | A     | Tiffany Jackson | 1985 | 191  | 84   |
| 42 | Stati Uniti (bandiera) | C     | Jantel Lavender | 1988 | 193  | 84   |

## Staff tecnico
- Allenatore: Brian Agler
- Vice-allenatori: Tonya Edwards, Bobbie Kelsey
- Preparatore atletico: Courtney Watson
- Preparatore fisico: Kelly Dormandy